# 薩利特雷縣
薩利特雷縣（西班牙語：Cantón Salitre），是厄瓜多爾的縣份，位於該國中部，由瓜亞斯省負責管轄，始建於1959年11月27日，面積390平方公里，2001年普查人口總數為50,379人，人口密度每平方公里129.18人。